# 체질인류학
체질인류학(體質人類學, physical anthropology) 또는 형질인류학(形質人類學)은 인간의 행동 및 생물학적 양상, 인간과 관련된 영장류 그리고 멸종한 인류의 조상들에 대해 연구한다. 인류학의 하위 분과 중에서 계통학적 인류 연구에 대한 생물학적 견해를 보여주는 역할을 담당한다.

## 분과
체질인류학은 몇 가지 하위 분과를 가지고 있다.
- 고인류학에서는 인류 진화의 증거가 되는 화석들을 연구한다. 고인류학에서는 멸종한 인류와 다른 영장류들에 대한 연구를 통해 인류 진화의 환경적 배경을 탐구한다.
- 영장류학에서는 영장류의 행동 양상, 형태, 그리고 유전자에 대해서 연구한다. 인간과 영장류의 상동성과 유사성에 대한 연구를 통해 인류의 특성이 왜 그렇게 발전해 왔는지에 대해 탐구한다.
- 환경생태학에서는 진화학적-환경학적 관점에서 수렵 채집, 재생산, 개체 발생 등과 같은 행태적 적응 양상에 대해 연구한다.
- 인간생물학은 생물학과 체질인류학, 영양학과 의학이 합쳐진 영역이며 전지구적 관점에서의 건강, 진화, 해부학, 생리학, 적응, 집단 유전학에 대해 탐구한다.
- 생고고학(生考古學)에서는 고고학적 자료들을 통해 인류 문화의 종적을 탐구한다. 고고학적 자료란 이를테면 연조직이 포함된 뼈 화석 등을 말한다. 생고고학 연구자들은 인체 골 해부학, 고인류병리학, 고고학 등을 총체적으로 연구한다.
- 고인류병리학은 고대의 질병들에 대해 연구하는 학문이다. 고인류병리학에서는 뼈 화석이나 미라화된 연조직에서만 관찰 가능한 병인(病因)뿐만 아니라 영양장애, 시간에 따른 형태의 변화, 신체적 외상, 생체역학적 부상에 대한 단서 등에 대해서도 연구한다.
- 법인류학이란 골 해부학, 고인류병리학, 고고학, 그리고 여러 인류학적 분과들의 종합학문으로 사망 사건에 대한 재구성을 목표로 한다.

## 같이 보기
- 인체측정학
- 동물행동학
- 진화 인류학
- 진화생물학
- 진화심리학
- 인류의 진화
- 고생물학
- 영장류학
- 인종
- 사회생물학